# Retroniem
Een retroniem is een neologisme dat in de plaats komt van een vaak verwante benaming die door technologische of andere ontwikkelingen een ruimere betekenis heeft gekregen.
Voorbeelden van retroniemen:
- De Eerste Wereldoorlog werd eerst de Grote Oorlog genoemd. Pas na de Tweede Wereldoorlog werd de Eerste Wereldoorlog onder zijn huidige naam bekend.
- Tot de invoering van elektrische en dieseltreinen heetten stoomtreinen nog gewoon 'treinen'.
- Pas sinds er films mét geluid worden opgenomen, heten films die zonder geluid zijn opgenomen stomme films.
- Boeken met een harde kaft worden pas hardcovers genoemd sinds de introductie van boeken met een dunne zachte kaft (ofwel paperbacks).
- Harde schijven waren altijd al schijven van hard materiaal, maar ze worden pas 'harde schijf' genoemd sinds de introductie van de floppy disk.
- Scharrelvlees heette voor de komst van de bio-industrie nog gewoon 'vlees'.

De term 'retroniem' werd in 1980 gemunt (als retronym)  door de Amerikaanse journalist Frank Mankiewicz.